# Tribunal de Contas do Estado de Minas Gerais
O Tribunal de Contas do Estado de Minas Gerais (TCE-MG) é o órgão fiscalizador e controlador da administração financeira e orçamentária do estado brasileiro de Minas Gerais. Tem como atual presidente o conselheiro Durval Ângelo, o vice-presidente Agostinho Patrus Filho e como corregedor, o Conselheiro Gilberto Diniz, estes, eleitos para o Biênio 2025-2026.

## História

#### A Origem
O Tribunal de Contas do Estado de Minas Gerais foi criado pela Constituição Mineira de 1935 e composto inicialmente por três membros: Álvaro Baptista de Oliveira, José Maria de Alkmim e Mário Gonçalves de Mattos. Eles tomaram posse no dia 9 de setembro, data que passou a ser considerada como seu aniversário. A primeira sede foi na Feira Permanente de Amostras, onde hoje é o Terminal Rodoviário. José Maria de Alkmim foi o seu primeiro presidente.

#### Primeira Mulher
Nomeada conselheira do Tribunal de Contas do Estado de Minas Gerais, Adriene Barbosa de Faria Andrade tomou posse no dia 10 de novembro de 2006. Foi corregedora da Corte no biênio 2009/2010 e vice-presidente no biênio 2011/2012.  Ela foi a primeira mulher nomeada conselheira do TCE-MG e também a primeira presidir o Tribunal de Contas mineiro, em 2013 e 2014. Casada com o ex-senador Clésio Soares de Andrade, Adriene Andrade faleceu em 16 de abril, em São Paulo. 

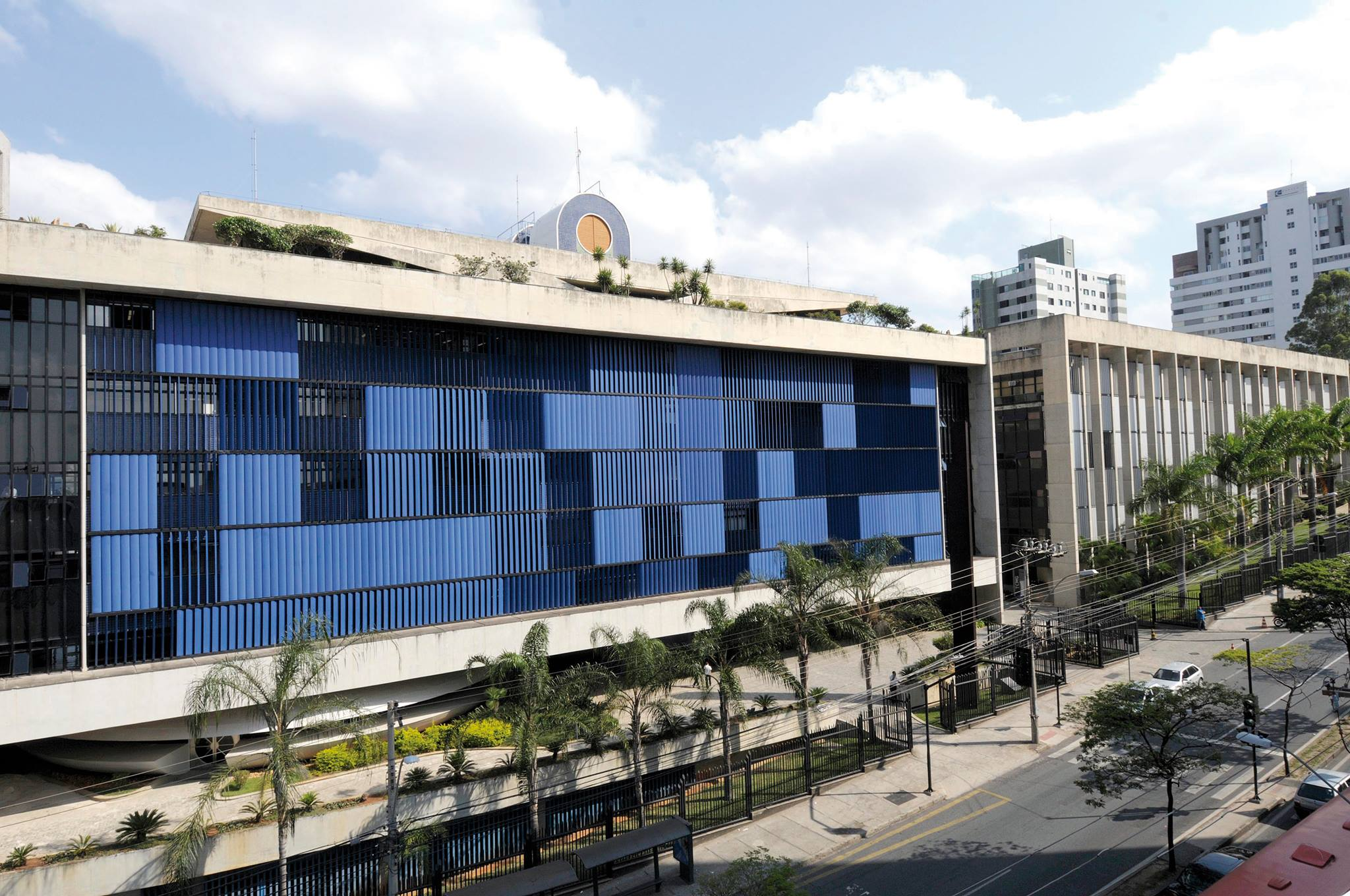
TCE MG - Foto vista aérea.

## Renovação do TCE-MG
Nos últimos anos, o Tribunal de Contas do Estado de Minas Gerais (TCE-MG) passou por uma significativa renovação em seu corpo de conselheiros, com várias aposentadorias que abriram espaço para novas indicações.
Essas aposentadorias resultaram em mudanças significativas na composição do TCE-MG. Atualmente, o TCE-MG possui quatro vagas de conselheiro titular abertas. Três dessas vagas são de responsabilidade da Assembleia Legislativa de Minas Gerais (ALMG), enquanto a quarta será preenchida por indicação do Ministério Público de Contas (MPC-MG). 
A escolha da vaga do MPC-MG está condicionada à formação de uma lista tríplice pelo TCE-MG, o que só poderá ocorrer após a definição dos três novos conselheiros pela ALMG, que deve ocorrer ainda no segundo bimestre de 2025.

#### Competências e Funções
Em âmbito nacional, a história do controle de contas públicas remonta ao período colonial. Em 1680 foram criadas as Juntas das Fazendas das Capitanias e a Junta da Fazenda do Rio de Janeiro, jurisdicionadas a Portugal. Na administração de D. João VI foi instalado o Erário Régio, em 1808, e criado o Conselho da Fazenda que tinha como atribuição acompanhar a execução da despesa pública.

O Tribunal de Contas da União é contemporâneo da República e foi criado pelo Decreto n.º 966-A, por iniciativa de Rui Barbosa. Ainda por influência de Rui Barbosa, foi definitivamente institucionalizado em 1892, pela primeira Constituição Republicana. Sua instalação, no entanto, só ocorreu em 17 de janeiro de 1893.